# Sundgau
Sundgau är ett geografiskt område i östra Frankrike, vilket tidigare utgjorde ett självständigt grevskap inom det Tysk-romerska riket. 
Arkeologiska utgrävningar har i Sundgau funnit rester av bosättningar från paleolitikum och neolitikum.